# Delphacodes analis
Delphacodes analis är en insektsart som först beskrevs av Crawford 1914.  Delphacodes analis ingår i släktet Delphacodes och familjen sporrstritar. Inga underarter finns listade i Catalogue of Life.